# DOSAAF

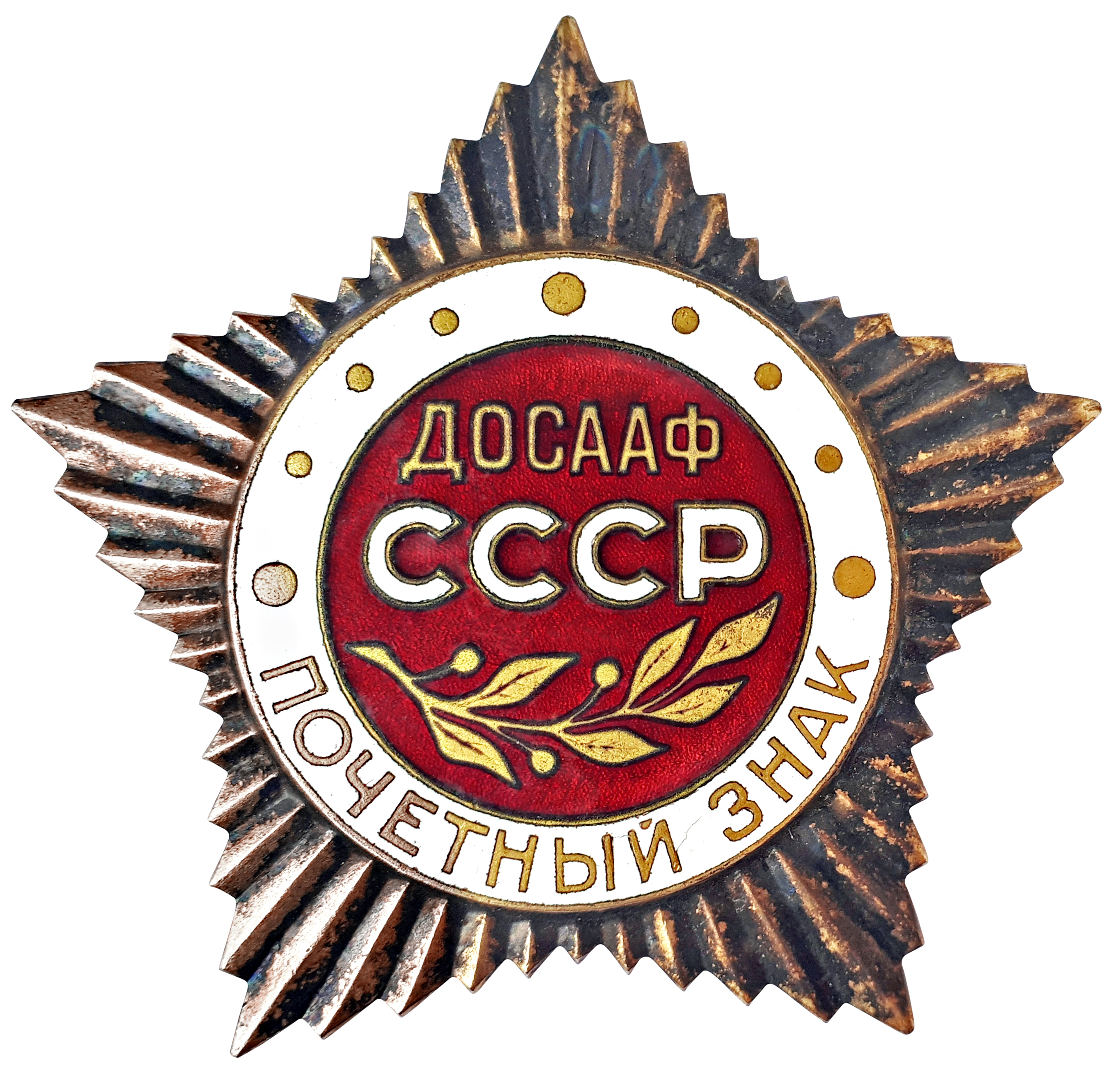
Odznaka członka DOSAAF

DOSAAF (ros. ДОСААФ – Добровольное общество содействия армии, авиации и флоту, w dosłownym tłumaczeniu Ochotnicze Towarzystwo Wspierania Armii, Lotnictwa i Marynarki Wojennej) – organizacja obronna i sportowa działająca w ZSRR, a później w niektórych krajach obszaru postradzieckiego.

## Historia
Pierwsza ochotnicza organizacja obronna w ZSRR została założona w 1920 roku przez Wojskowe Towarzystwo Naukowe, które wkrótce przemianowano na Towarzystwo Wspierania Obrony ZSRR. W ślad za nim powstało Towarzystwo Awiachim (1925), które zrzeszało Towarzystwo Przyjaciół Floty Powietrznej i Ochotnicze Towarzystwo Przyjaciół Obrony Chemicznej i Przemysłu. W 1927 roku organizacje połączyły się w Towarzystwo Wspierania Obrony, Budownictwa Lotniczego i Chemicznego (Osoawiachim) (ros. Общество содействия обороне, авиационному и химическому строительству (Осоавиахим)). 22 stycznia 1947 roku dekretem Prezydium Rady Najwyższej ZSRR Osoawiachim został odznaczony Orderem Czerwonego Sztandaru za udaną pracę na rzecz wzmocnienia obrony Związku Radzieckiego oraz w związku z 20. rocznicą organizacji. W 1948 roku na jego bazie powstały trzy niezależne organizacje:
- DOSARM – Ochotnicze Towarzystwo Wspierania Armii (ros. ДОСАРМ – Добровольное общество содействия армии
- DOSAW – Ochotnicze Towarzystwo Wspierania Lotnictwa (ros. ДОСАВ – Добровольное общество содействия авиации
- DOSFLOT – Ochotnicze Towarzystwo Wspierania Marynarki Wojennej (ros. ДОСФЛОТ – Добровольное общество содействия флоту

W 1951 towarzystwa te zostały połączone w DOSAAF (Ochotnicze Towarzystwo Wspierania Armii, Lotnictwa i Marynarki Wojennej). 21 stycznia 1977 roku dekretem Prezydium Rady Najwyższej ZSRR DOSAAF zostało nagrodzone Orderem Lenina.
Członkiem DOSAAF może zostać każdy obywatel ZSRR, który ukończył 14 lat. W wielu przypadkach masowe przyjmowanie uczniów, studentów, robotników i pracowników do DOSAAF było obowiązkowe, na przykład z groźbą pozbawienia premii, stypendium lub innej kary. W związku z tym DOSAAF zostało żartobliwie nazwane „społeczeństwem dobrowolno-przymusowym”. DOSAAF wydawał gazety, magazyny, biuletyny, książki i plakaty, organizował produkcję wojskowych filmów edukacyjnych i taśm filmowych, rozpowszechniał literaturę wojskowo-polityczną, wojskowo-techniczną i sportową.

## Struktura
Praca towarzystwa opierała się na inicjatywie i inicjatywie członków towarzystwa pod kierownictwem organizacji partyjnych i była związana z sowieckim związkiem zawodowym, Komsomołem, sportowymi i innymi organizacjami publicznymi. W celu bezpośredniego kierowania pracą utworzono komitet centralny pod przewodnictwem przewodniczącego, komitety republikańskie, regionalne (obwodowe), miejskie i rejonowe. Podstawą DOSAAF były komórki, które powstały w fabrykach, zakładach, kołchozach, instytucjach, organizacjach edukacyjnych i administracji domów. DOSAAF miał swój statut, flagę i godło.

## Po rozpadzie ZSRR
Po rozpadzie ZSRR w 1991 roku:
- Na terytorium Federacji Rosyjskiej zorganizowano ROSTO – Rosyjską Obronną Organizację Sportowo-Techniczną (ros. РОСТО – Российская оборонная спортивно-техническая организация. Uchwałą Rządu Federacji Rosyjskiej z dnia 28 listopada 2009 r. ROSTO zostało przemianowane na Ochotnicze Towarzystwo Wspierania Armii, Lotnictwa i Marynarki Wojennej (DOSAAF).
- Na Białorusi 16 października 1991 roku na bazie DOSAAF utworzono BielASTT – Białoruskie Obronne Towarzystwo Sportowo-Techniczne (biał. БЕЛАСТТ – Беларускае абароннае спартыўна-тэхнічнае таварыства). 20 sierpnia 2003 roku organizacja została przekształcona w republikańskie stowarzyszenie państwowo-społeczne DTSAAF – Ochotnicze Towarzystwo Wspierania Armii, Lotnictwa i Marynarki Wojennej Republiki Białoruś (biał. ДТСААФ – Добраахвотнае таварыства садзейнічання арміі, авіяцыі і флоту Рэспублікі Беларусь)[3].
- Na Ukrainie następcą DOSAAF jest organizacja TSOU – Towarzystwo Wspierania Obronny Ukrainy (ukr. ТСОУ – Товариство сприяння обороні України)[4], powołane decyzją VII Nadzwyczajnego Zjazdu Komitetu Centralnego republikańskiej organizacji DOSAAF z 26 września 1991 roku.
- W Armenii zorganizowano PSTH – Obronne Towarzystwo Sportowo-techniczne (orm. ՊՍՏՀ – Պաշտպանական սպորտի և տեխնիկական ընկերություն).
- W Azerbejdżanie DOSAAF zostało przekształcone w KHVTİC – Republikańską Radę Ochotniczego Wojskowego Patriotycznego Technicznego Towarzystwa Sportowego (azer. KHVTİC – Könüllü Hərbi Vətənpərvərlik Texniki İdman Cəmiyyəti Respublika Şurası).
- W Kazachstanie powstało DOSAAF Republiki Kazachstanu (kaz. Қазақстан Республикасының ДОСААФ)[5].
- W Tadżykistanie utworzono TCzMM CzT – Publiczna Organizacja Wspierania Obronny Republiki Tadżykistanu (tadż. ТҶММ ҶТ – Ташкилоти ҷамъиятии мададгори мудофиаи Ҷумҳурии Тоҷикистон)[6].
- W Uzbekistanie następcą prawnym DOSAAF Uzbeckiej SRR była Organizacja Wspierania Obronny Uzbekistanu "Patriot" (uzb. Ўзбекистон мудофаасига кўмаклашувчи «Ватанпарвар» ташкилоти), która powstała w 1991 roku[7].

## Zagraniczne odpowiedniki
W Bułgarii organizacja podobna do DOSAAF nosiła nazwę OSO – Organizacja Wspierania Obronny (bułg. ОСО – Организация за съдействие на отбраната), w Czechosłowacji była Svazarm – Związek Współpracy z Armią (cz. Svaz pro spolupráci s armádou), w NRD funkcjonowało GST – Towarzystwo dla Sportu i Techniki (niem. Gesellschaft für Sport und Technik). Wymienione organizacje zostały rozwiązane i przestały istnieć.